# 铁峙礁
铁峙礁位于南沙群岛北部，中业群礁东缘，梅九礁东北约2海里，为一座暗礁。1983年中国地名委员会公布的标准名称为“铁峙礁”。中国渔民将其称为“铁峙线排”或“铁峙铲排”。